# Zespół nabłoniaków znamionowych
Zespół nabłoniaków znamionowych (zespół Gorlina, zespół Gorlina-Goltza, ang. nevoid basal cell carcinoma syndrome, NBCCS, Basal Cell Nevus Syndrome, Multiple Basal Cell Carcinoma Syndrome, Gorlin syndrome, Gorlin-Goltz syndrome) – uwarunkowana genetycznie choroba o dziedziczeniu autosomalnym dominującym, związana z mutacjami w genie PTCH1 w locus 9q22.3. Zespół objawia się nieprawidłowościami skóry, układu nerwowego, narządu wzroku, układu hormonalnego i kości. Homozygoty względem mutacji PTCH1 mają predyspozycję do nowotworów: raka podstawnokomórkowego, rdzeniaka zarodkowego, nabłoniaka gruczołowo-torbielowatego, raka przełyku i pęcherza moczowego. 
W dużym badaniu radiologicznym uznano, że wieloblaszkowe (plurilamellar appearance) zwapnienie sierpa mózgu jest objawem patognomonicznym dla zespołu Gorlina-Goltza.